# Cissus marcanii
Cissus marcanii är en vinväxtart som beskrevs av William Grant Craib. Cissus marcanii ingår i släktet Cissus och familjen vinväxter. Inga underarter finns listade i Catalogue of Life.